# Итерация (математика)
Итерация (от лат. iteratio «повторение») — результат повторного применения какой-либо математической операции. Так, если {\displaystyle y=f(x)=f_{1}(x)} есть некоторая функция от {\displaystyle x} (отображающая область определения в себя), то функции {\displaystyle f_{2}(x)=f[f_{1}(x)],f_{3}(x)=f[f_{2}(x)],\ldots ,f_{n}(x)=f[f_{n-1}(x)]} называются соответственно второй, третьей,..., n-й итерациями функции {\displaystyle f(x)}. Например, полагая {\displaystyle f(x)=x^{a}}, получают {\displaystyle f_{2}(x)=(x^{a})^{a}=x^{a^{2}},f_{3}(x)=(x^{a^{2}})^{a}=x^{a^{3}},\ldots ,f_{n}(x)=(x^{a^{n-1}})^{a}=x^{a^{n}}}. Индекс n называют показателем итерации, а переход от функции {\displaystyle f(x)} к {\displaystyle f_{2}(x),f_{3}(x),\ldots } — итерированием. Итерации появляются при решении различного рода уравнений и систем уравнений итерационными методами (например метод итерации), которые играют важную роль в теории интегральных уравнений. Итеративные методы играют важную роль в теории игр и математическом программировании.